# 中间人
《中间人》（英語：The Inbetweeners）是一部講述成長的英国情景喜剧，由Damon Beesley和Iain Morris編劇，在2008年到2010年间于E4播出,。系列影集讲述了郊区青少年Will （Simon Bird扮演），和他三个朋友的在虚构的拉奇公园综合学校（Rudge Park Comprehensive）發生的各種狗屁倒灶事件。節目中描寫了學校生活、不怎麼關心學生的教職員、友誼、男性情誼、小伙子文化和大量失敗的性經驗。
这个节目于2009年和2010年两次被提名为英国电影和电视艺术学院“最佳情景喜剧”。它在2010年英国电影和电视艺术学院赢得了观众奖，同年赢得了英国喜剧奖最佳情景喜剧奖。2011年，又赢得了英国喜剧奖杰出贡献奖。中间人电影于2011年8月17日发布。